# باشگاه فوتبال ماتسوموتو یاماگا
ماتسوموتو یاماگا (به ژاپنی: 松本山雅FC) یک باشگاه فوتبال در شهر ماتسوموتو٬ استان ناگانو٬ واقع در کشور ژاپن می‌باشد که در جی‌لیگ ۲ بازی می‌کند.
این باشگاه در سال ۱۹۶۵ میلادی بنیانگذاری شده است.